# Organisationen mit Bezug zur Vereinigungskirche
Sun Myung Moon, der Gründer der Vereinigungskirche, glaubte an ein durch menschliche Anstrengungen herbeizuführendes buchstäbliches Reich Gottes auf Erden, was ihn zur Gründung zahlreicher Organisationen motivierte, von denen einige keine streng religiösen Ziele verfolgen. Moon war nicht direkt an der Leitung der täglichen Aktivitäten der Organisationen, die er indirekt beaufsichtigte, beteiligt, doch sie alle führen die Inspiration hinter ihrer Arbeit auf seine Führung und Lehren zurück.

## Collegiate Association for the Research of Principles (CARP)
Die Collegiate Association for the Research of Principles (대학원리연구회, CARP) ist eine Hochschulorganisation, die von Moon und seinen Anhängern im Jahr 1955 gegründet wurde. Laut der CARP-Website besteht ihr Ziel darin, interkulturelle, rassenübergreifende und internationale Zusammenarbeit durch die Vereinigungs-Weltsicht zu fördern. J. Isamu Yamamoto erklärt in Vereinigungskirche: CARP hat seine Verbindung zur Vereinigungskirche manchmal sehr subtil dargestellt, aber die Verbindung zwischen den beiden war immer stark, da beide das Ziel haben, Moons Lehren zu verbreiten.

## Universal Peace Federation (Universelle Friedensföderation)
Die Universal Peace Federation (천주평화연합, UPF) ist eine internationale und interreligiöse zivilgesellschaftliche Organisation, die 2005 gegründet wurde und die sich für die Religionsfreiheit einsetzt. UPF ist eine gemeinnützige NGO gemäß 501(c)(3) mit allgemeinem Beraterstatus beim Wirtschafts- und Sozialrat der Vereinten Nationen (ECOSOC). Dialogue and Alliance ist ihre Zeitschrift, die in Tarrytown, New York, herausgegeben wird. UPF unterstützt aktiv Projekte der Vereinten Nationen, insbesondere im Bereich Friedenserziehung, Familie und Friedensförderung.
Auf dem 2. Asia-Pacific Summit (Asien-Pazifik-Gipfel) erhielt der kambodschanische Premierminister Hun Sen den Leadership and Good Governance Award der UPF. Mit dieser Auszeichnung würdigt die UPF herausragende Führungsqualitäten, die auf moralischen und spirituellen Prinzipien beruhen. Bislang haben mehr als 60 Personen aus 48 Ländern diese Auszeichnung erhalten, darunter auch die ehemalige britische Premierministerin Margaret Thatcher.
Während der Covid-Krise organisierte die UPF mehrere Rallies of Hope, virtuelle Zusammenkünfte, die Tausende von Führungspersönlichkeiten aus aller Welt auf der Grundlage einer gemeinsamen Kultur der Interdependenz, des gemeinsamen Wohlstands und universeller Werte zusammenbringen
Am 1. Juli 2019 traf UPF-Präsident Dr. Thomas G. Walsh im Rahmen einer Privataudienz mit Papst Franziskus im Vatikan zusammen. Vor der Audienz war UPF bereits an vom Vatikan organisierten Programmen beteiligt, etwa an Konsultationen zur Syrienkrise im Jahr 2014 und an der Feier zum 50. Jahrestag der päpstlichen Enzyklika zu Ehren von Nostra aetete. Ihr Gespräch betonte die Bedeutung von Gebet und Familie, und Dr. Walsh hatte die Bereitschaft der UPF zum Ausdruck gebracht, Partner in der katholischen Kirche im Bereich Familie, Ökologie und interreligiöse Beziehungen zu unterstützen und mit ihnen zusammenzuarbeiten. Am Ende des Treffens wurde der bevorstehende UPF-2020-Gipfel in Südkorea besprochen.

## Women´s Federation for World Peace (WFWP)
Die Frauenföderation für Weltfrieden (세계평화여성연합, WFWP) wurde 1992 von Hak Ja Han gegründet. Ihr erklärtes Ziel besteht darin, Frauen zu ermutigen, sich aktiver für die Förderung des Friedens in ihren Gemeinden und der Gesellschaft insgesamt einzusetzen. Sie hat Mitglieder in 143 Ländern.
Han hat die Welt bereist und auf Kongressen im Namen der WFWP gesprochen. 1993 veranstaltete die WFWP in Tokio, Japan, eine Konferenz, auf der Marilyn Tucker Quayle, die Frau des ehemaligen US-Vizepräsidenten Dan Quayle, die Hauptrednerin war. Auf der Veranstaltung äußerte sich Han in einer Rede positiv über die humanitäre Arbeit von Frau Quayle.
1993 reiste Han in 20 Städte in den Vereinigten Staaten, um für die WFWP zu werben, sowie in 12 Länder. Bei einer Veranstaltung in Salt Lake City, Utah, sagte sie zu den Teilnehmerinnen und Teilnehmern: Wenn eine Familie nicht auf Gottes Ideal der Liebe ausgerichtet ist, wird es Konflikte zwischen den Mitgliedern dieser Familie geben. Ohne Gottes Liebe als absoluten Mittelpunkt wird eine solche Familie letztlich zerbrechen. Eine Nation mit solchen Familien wird ebenfalls zugrunde gehen. Im Jahr 1993 konzentrierten sich ihre Reden in den Vereinigten Staaten auf die zunehmende Gewalt in den USA und den Verfall der Familie.
1995 spendete die WFWP 3,5 Millionen Dollar, um die Liberty University zu unterstützen, die sich zu jener Zeit in finanziellen Schwierigkeiten befand. Dies wurde in den amerikanischen Nachrichtenmedien als ein Beispiel für engere Beziehungen zwischen der Vereinigungskirche und konservativen christlichen Gemeinden beschrieben. Im selben Jahr sprach der ehemalige Präsident der Vereinigten Staaten George H. W. Bush auf mehreren WFWP-Treffen in Japan und auf einer entsprechenden Konferenz in Washington, D.C. Dort wurde er von der New York Times mit den Worten zitiert: Wenn ich als Präsident etwas hätte tun können, um dem Land mehr zu helfen, dann hätte es darin bestanden, einen besseren Weg zu finden, um die amerikanische Familie zu stärken, sei es durch das Erheben meiner Stimme oder durch die Anhebung eines moralischen Standards.
Die Ereignisse in Japan lösten Proteste von Japanern aus, die gegenüber unorthodoxen religiösen Gruppen misstrauisch waren. Bushs Sprecherin Jane Becker erklärte: Wir waren überzeugt, dass es keine Verbindung zur Vereinigungskirche gab, und aufgrund der uns gegebenen Informationen fühlten wir uns wohl dabei, mit dieser Gruppe zu sprechen. 50.000 Menschen nahmen an Bushs Rede in Tokio teil. Das Thema der Ansprache war Familienwerte. In der halbstündigen Rede sagte Bush: „Was wirklich zählt, sind Glaube, Familie und Freunde“. Bush sprach auch über die Wichtigkeit der Beziehungen zwischen Japan und den Vereinigten Staaten und deren Bedeutung für den Weltfrieden. Nach Bushs Rede sprach Han und würdigte Moon, indem sie ihm einen großen Anteil am Niedergang des Kommunismus zuschrieb und sagte, er müsse Amerika vor der Zerstörung der Familie und dem moralischen Verfall bewahren.
1999 sponserte die WFWP eine Konferenz in Malaysia, auf der religiöse und staatliche Führer über die Notwendigkeit sprachen, das Bildungswesen zu stärken und Familien zu unterstützen, sowie über die Notwendigkeit von Frieden und Verständigung zwischen ethnischen und rassischen Gruppen in den Nationen. Im Jahr 2009 waren sie, die mit der Vereinigungsbewegung verbundene Universal Peace Federation und die Regierung Taiwans gemeinsam Mitsponsoren einer Konferenz in Taipeh, auf der eine stärkere Beteiligung Taiwans am Weltgeschehen unabhängig von der Volksrepublik China gefordert wurde. Taiwans Präsident Ma Ying-jeou sprach bei der Veranstaltung. Die WFWP sponserte auch verschiedene lokale Wohltätigkeits- und Kommunalveranstaltungen.

## Little Angels Children’s Folk Ballet of Korea
Das Little Angels Children’s Folk Ballet of Korea ist eine Tanzgruppe, die 1962 von Moon und anderen Mitgliedern der Vereinigungskirche gegründet wurde, um der Welt ein positives Bild von Südkorea zu vermitteln. 1973 traten sie im Hauptquartier der Vereinten Nationen in New York City auf. Die Tänze der Gruppe basieren auf koreanischen Legenden und regionalen Tänzen und ihre Kostüme sind von traditionellen koreanischen Stilen inspiriert.

## Peace Road
Die Peace Road ist eine große internationale Initiative, die die Bedeutung des Baus des Internationalen Highway of Peace (Straße des Friedens) hervorheben möchte, um Nationen und Kontinente auf der ganzen Welt miteinander zu verbinden. Das Projekt zum Bau des International Highway of Peace wurde 1981 von Reverend Sun Myung Moon auf der International Conference on the Unity of the Sciences (ICUS) vorgeschlagen. Er schlug auch den Bau einer Autobahn zwischen den ehemaligen Feinden Südkorea und Japan sowie eines „Friedenstunnels“ durch die Beringstraße vor, um die Menschen miteinander zu verbinden und die Spaltungen in der Welt zu überwinden. Peace Road findet in 120 Ländern auf der ganzen Welt statt und wird von der Universal Peace Federation gefördert.

## Interreligious Association for Peace and Development
Die Interreligious Association for Peace and Development (Interreligiöse Vereinigung für Frieden und Entwicklung, IAPD) ist eine interreligiöse Vereinigung, in der verschiedene religiöse Traditionen aus der ganzen Welt vertreten sind. Sie wurde im November 2017 in Südkorea gegründet. Die IAPD unterstützt die Bemühungen der Vereinten Nationen um eine nachhaltige Entwicklung, betont die Bedeutung der Religionsfreiheit in der Gesellschaft und fördert die interreligiöse Zusammenarbeit, in Übereinstimmung mit auf der offiziellen Website der Organisation veröffentlichten Informationen. Der bedeutende Hindu-Führer Sadguru Bhau Maharaj ji unterstützte die Gründungskonferenz der Interreligiösen Vereinigung für Frieden und Entwicklung in Indien. Am 14. August 2021 initiierte die UPF die Gründung der Interreligious Association for Peace and Development in Ghana, mit dem Ziel, den Frieden in der Welt durch interreligiösen Dialog und Zusammenarbeit zu fördern.
Bisher wurden nationale IAPD-Zweige in Benin, der Demokratischen Republik Kongo, der Elfenbeinküste, Kenia, Mali, Nigeria und Sambia eröffnet. Die Gründung der Interreligiösen Vereinigung für Frieden und Entwicklung für Europa und den Nahen Osten fand im April 2018 in Wien, Österreich, statt. Bei der Einweihung sprachen der Botschafter der Republik Korea in Österreich sowie Dr. Felix Unger, einer der Gründer der Europäischen Akademie der Wissenschaften und Künste. Zu den Rednern gehörten auch der Apostolische Erzbischof von Simbabwe Erzbischof Dr. Johannes Ndanga, Präsident des Apostolischen Christlichen Rates in Simbabwe, der Präsident des World Congress of Faiths, Dr. Marcus Braybrooke aus dem Vereinigten Königreich und andere religiöse Führer.
Im Jahr 2021 wurde IAPD auch in Malaysia gegründet. Auf dem UPF-Gipfel in Korea im August 2022 wurde ein Beschluss zur Gründung des IAPD-Beirats in Partnerschaft mit der Afrikanischen Union verabschiedet. Während der Feierlichkeiten zur Weltwoche der interreligiösen Harmonie in Georgien wurde im Februar 2022 ein lokaler Zweig der Interreligiösen Vereinigung für Frieden und Entwicklung eröffnet. Die Afrikanische Union und die Interreligiöse Vereinigung für Frieden und Entwicklung (IAPD) unterzeichneten im April 2024 am Sitz der Afrikanischen Union in Äthiopien eine Absichtserklärung (MOU, Memory of understanding).

## Rally of Hope
Die Rally of Hope wurde 2020 mit dem Ziel ins Leben gerufen, Menschen auf der ganzen Welt live online zu verbinden. Bei der Rally of Hope sprechen Experten über globale Probleme wie den Klimawandel, die COVID-19-Krise, Geopolitik und mehr. An Rallies of Hope nahmen Millionen Menschen auf der ganzen Welt teil. Unter den Rednern waren der ehemalige Generalsekretär der Vereinten Nationen, Ban Ki-Moon, der ehemalige US-Vizepräsident Mike Pence, der ehemalige US-Außenminister Mike Pompeo und andere Politiker. Rally of Hope wird von UPF gesponsert.

## Summit Council for World Peace
Der International Summit Council for Peace (ISCP), (Gipfelrat für Weltfrieden) wurde 2019 in Südkorea mit dem Ziel ins Leben gerufen, ehemalige und aktuelle Regierungs- und Staatsoberhäupter zusammenzubringen. Zu den Teilnehmern der Eröffnungssitzung gehörten der ehemalige US-Vizepräsident Cheney, der ehemalige Sprecher des US-Repräsentantenhauses Gingrich, der ehemalige Präsident Albaniens Moisiu, der ehemalige Präsident Paraguays Gómez und andere ehemalige und aktuelle Präsidenten. Bei der Eröffnungszeremonie des Asien-Pazifik-Gipfels 2019 unterzeichnete der kambodschanische Premierminister Hun Sen die Resolution zur Gründung des International Summit Council for Peace (ISCP).